# Bilașkî, Pohrebîșce
Bilașkî (în ucraineană Білашки) este localitatea de reședință a comunei Bilașkî din raionul Pohrebîșce, regiunea Vinnița, Ucraina.

## Demografie
Componența lingvistică a localității Bilașkî
     Ucraineană (99,72%)
     Alte limbi (0,28%)
Conform recensământului din 2001, majoritatea populației localității Bilașkî era vorbitoare de ucraineană (99,72%), existând în minoritate și vorbitori de alte limbi.